# Fußball-Club St. Pauli von 1910 1989-1990
Questa voce raccoglie le informazioni riguardanti il Fußball-Club St. Pauli von 1910 nelle competizioni ufficiali della stagione 1989-1990.

## Stagione
Nella stagione 1989-1990 il St. Pauli, allenato da Helmut Schulte, concluse il campionato di Bundesliga al 13º posto. In Coppa di Germania il St. Pauli fu eliminato al primo turno dal Werder Brema.

## Rosa
| N. |                       | Ruolo | Calciatore          |
| -- | --------------------- | ----- | ------------------- |
| 1  | Germania (bandiera)   | P     | Klaus Thomforde     |
| 3  | Germania (bandiera)   | C     | Jürgen Gronau       |
| 4  | Germania (bandiera)   | D     | Dieter Schlindwein  |
| 16 | Brasile (bandiera)    | A     | Leonardo Manzi      |
|    | Germania (bandiera)   | P     | Volker Ippig        |
|    | Germania (bandiera)   | D     | Jens Duve           |
|    | Slovacchia (bandiera) | D     | Ján Kocian          |
|    | Germania (bandiera)   | D     | Bernhard Olck       |
|    | Germania (bandiera)   | D     | André Trulsen       |
|    | Germania (bandiera)   | D     | Klaus Ulbricht      |
|    | Germania (bandiera)   | C     | Michael Dahms       |
|    | Danimarca (bandiera)  | C     | Morten-Fibak Jensen |

| N. |                      | Ruolo | Calciatore        |
| -- | -------------------- | ----- | ----------------- |
|    | Germania (bandiera)  | C     | Peter Knäbel      |
|    | Germania (bandiera)  | C     | Hendrik Meyer     |
|    | Germania (bandiera)  | C     | Klaus Ottens      |
|    | Germania (bandiera)  | C     | Dirk Zander       |
|    | Germania (bandiera)  | A     | André Bistram     |
|    | Germania (bandiera)  | A     | André Golke       |
|    | Germania (bandiera)  | A     | Jörn Großkopf     |
|    | Rep. Ceca (bandiera) | A     | Ivo Knoflíček     |
|    | Germania (bandiera)  | A     | Mario Steinhauer  |
|    | Germania (bandiera)  | A     | Waldemar Steubing |
|    | Germania (bandiera)  | A     | Rüdiger Wenzel    |

## Organigramma societario
Area tecnica
- Allenatore: Helmut Schulte
- Allenatore in seconda: Seppo Eichkorn
- Preparatore dei portieri:
- Preparatori atletici: Ronald Wollmann

## Calciomercato

### Sessione estiva
| Acquisti | Acquisti           | Acquisti              | Acquisti |
| R.       | Nome               | da                    | Modalità |
| -------- | ------------------ | --------------------- | -------- |
| A        | Leonardo Manzi     | Santos                |          |
| D        | Dieter Schlindwein | Eintracht Francoforte |          |

| Cessioni | Cessioni    | Cessioni   | Cessioni |
| R.       | Nome        | a          | Modalità |
| -------- | ----------- | ---------- | -------- |
| C        | Egon Flad   | Schalke 04 |          |
| A        | Kazuo Ozaki | Urawa Reds |          |

### Sessione invernale
| Acquisti | Acquisti | Acquisti | Acquisti |
| R.       | Nome     | da       | Modalità |
| -------- | -------- | -------- | -------- |

| Cessioni | Cessioni              | Cessioni        | Cessioni |
| R.       | Nome                  | a               | Modalità |
| -------- | --------------------- | --------------- | -------- |
| C        | Hans-Jürgen Bargfrede | Preußen Münster |          |

## Risultati

### Bundesliga

#### Girone di andata
| Amburgo 29 luglio 1989, ore 15:30 CEST 1ª giornata | St. Pauli   | 0 – 0 referto | Werder Brema | Millerntor-Stadion (20 551 spett.)\| Arbitro: \| Assenmacher \| |
| Arbitro:                                           | Assenmacher |               |              |                                                                 |

| Arbitro: | Steinborn |

|                              |           |           |
| Mill 9’ Zorc 29’ Driller 73’ | Marcatori | 21’ Golke |

| Arbitro: | Werner |

|  |           |               |
|  | Marcatori | 52’ Wirsching |

| Arbitro: | Boos |

|                                                    |           |            |
| Effenberg 52’ Criens 62’ Hochstätter 75’ Budde 89’ | Marcatori | 80’ Wenzel |

| Arbitro: | Dardenne |

|            |           |              |
| Kocian 74’ | Marcatori | 88’ Gerstner |

| Karlsruhe 26 agosto 1989, ore 15:30 CEST 6ª giornata | Karlsruhe | 0 – 0 referto | St. Pauli | Wildparkstadion (14 000 spett.)\| Arbitro: \| Theobald \| |
| Arbitro:                                             | Theobald  |               |           |                                                           |

| Arbitro: | Tritschler |

|           |           |          |
| Manzi 84’ | Marcatori | 70’ Götz |

| Arbitro: | Kentsch |

|  |           |            |
|  | Marcatori | 75’ Ottens |

| Amburgo 16 settembre 1989, ore 15:30 CEST 9ª giornata | St. Pauli    | 0 – 0 referto | Amburgo | Volksparkstadion (39 100 spett.)\| Arbitro: \| Kriegelstein \| |
| Arbitro:                                              | Kriegelstein |               |         |                                                                |

| Arbitro: | Pauly |

|                                                         |           |           |
| Sippel 5’ Weber 17’ Falkenmayer 39’ Andersen 70’ (rig.) | Marcatori | 64’ Golke |

| Arbitro: | Amerell |

|                      |           |  |
| Golke 14’ Knäbel 88’ | Marcatori |  |

| Arbitro: | Assenmacher |

|                                        |           |  |
| Walter 27’, 90’ Hotić 34’ Allgöwer 65’ | Marcatori |  |

| Arbitro: | Fux |

|           |           |             |
| Dahms 33’ | Marcatori | 12’ Laudrup |

| Arbitro: | Dardenne |

|              |           |            |
| Labbadia 34’ | Marcatori | 72’ Zander |

| Arbitro: | Broska |

|  |           |                       |
|  | Marcatori | 79’ Strunz 86’ Bender |

| Arbitro: | Rubel |

|             |           |             |
| Leśniak 22’ | Marcatori | 5’ Steubing |

| Arbitro: | Strigel |

|           |           |  |
| Golke 35’ | Marcatori |  |

#### Girone di ritorno
| Arbitro: | Richmann |

|                         |           |           |
| Neubarth 13’ Riedle 53’ | Marcatori | 39’ Golke |

| Arbitro: | Wittke |

|                      |           |            |
| Golke 76’ Zander 89’ | Marcatori | 13’ Möller |

| Arbitro: | Krug |

|  |           |              |
|  | Marcatori | 12’ Großkopf |

| Arbitro: | Scheuerer |

|                        |           |            |
| Golke 7’ Knoflíček 59’ | Marcatori | 15’ Criens |

| Arbitro: | Broska |

|  |           |                       |
|  | Marcatori | 60’ Zander 90’ Gronau |

| Arbitro: | Weber |

|               |           |                  |
| Knoflíček 81’ | Marcatori | 55’ (aut.) Ippig |

| Arbitro: | Werner |

|          |           |  |
| Götz 67’ | Marcatori |  |

| Arbitro: | Richmann |

|                 |           |             |
| Zander 71’, 75’ | Marcatori | 59’ Güttler |

| Amburgo 24 marzo 1990, ore 15:30 CET 26ª giornata | Amburgo | 0 – 0 referto | St. Pauli | Volksparkstadion (40 300 spett.)\| Arbitro: \| Neuner \| |
| Arbitro:                                          | Neuner  |               |           |                                                          |

| Arbitro: | Berg |

|                        |           |                       |
| Ottens 24’ (rig.), 50’ | Marcatori | 35’ Andersen 60’ Bein |

| Arbitro: | Albrecht |

|                                  |           |                           |
| Kohn 37’ Legat 53’ Rzehaczek 60’ | Marcatori | 22’, 31’ Golke 42’ Knäbel |

| Amburgo 12 aprile 1990, ore 19:30 CEST 29ª giornata | St. Pauli   | 0 – 0 referto | Stoccarda | Millerntor-Stadion (20 551 spett.)\| Arbitro: \| Assenmacher \| |
| Arbitro:                                            | Assenmacher |               |           |                                                                 |

| Arbitro: | Schmidhuber |

|                    |           |  |
| Zietsch 43’ (rig.) | Marcatori |  |

| Arbitro: | Krug |

|  |           |                             |
|  | Marcatori | 73’ (aut.) Knäbel 86’ Hotić |

| Arbitro: | Löwer |

|              |           |  |
| Pflügler 16’ | Marcatori |  |

| Arbitro: | Merk |

|                                  |           |  |
| Golke 10’ Ottens 56’ Trulsen 82’ | Marcatori |  |

| Arbitro: | Wittke |

|                                                                        |           |  |
| Allofs 31’, 49’ Klotz 48’, 60’ Baffoe 56’ Krümpelmann 75’ Spanring 90’ | Marcatori |  |

### Coppa di Germania
| Arbitro: | Föckler |

|           |           |                           |
| Golke 58’ | Marcatori | 49’ Burgsmüller 85’ Rufer |

## Statistiche

### Statistiche di squadra
| Competizione      | Punti | In casa | In casa | In casa | In casa | In casa | In casa | In trasferta | In trasferta | In trasferta | In trasferta | In trasferta | In trasferta | Totale | Totale | Totale | Totale | Totale | Totale | DR  |
| Competizione      | Punti | G       | V       | N       | P       | Gf      | Gs      | G            | V            | N            | P            | Gf           | Gs           | G      | V      | N      | P      | Gf     | Gs     | DR  |
| ----------------- | ----- | ------- | ------- | ------- | ------- | ------- | ------- | ------------ | ------------ | ------------ | ------------ | ------------ | ------------ | ------ | ------ | ------ | ------ | ------ | ------ | --- |
| Bundesliga        | 31    | 17      | 6       | 8       | 3       | 18      | 14      | 17           | 3            | 5            | 9            | 13           | 32           | 34     | 9      | 13     | 12     | 31     | 46     | -15 |
| Coppa di Germania | -     | 1       | 0       | 0       | 1       | 1       | 2       | 0            | 0            | 0            | 0            | 0            | 0            | 1      | 0      | 0      | 1      | 1      | 2      | -1  |
| Totale            | 31    | 18      | 6       | 8       | 4       | 19      | 16      | 17           | 3            | 5            | 9            | 13           | 32           | 35     | 9      | 13     | 13     | 32     | 48     | -16 |

### Andamento in campionato
| Giornata  | 1  | 2  | 3  | 4  | 5  | 6  | 7  | 8  | 9  | 10 | 11 | 12 | 13 | 14 | 15 | 16 | 17 | 18 | 19 | 20 | 21 | 22 | 23 | 24 | 25 | 26 | 27 | 28 | 29 | 30 | 31 | 32 | 33 | 34 |
| --------- | -- | -- | -- | -- | -- | -- | -- | -- | -- | -- | -- | -- | -- | -- | -- | -- | -- | -- | -- | -- | -- | -- | -- | -- | -- | -- | -- | -- | -- | -- | -- | -- | -- | -- |
| Luogo     | C  | T  | C  | T  | C  | T  | C  | T  | C  | T  | C  | T  | C  | T  | C  | T  | C  | T  | C  | T  | C  | T  | C  | T  | C  | T  | C  | T  | C  | T  | C  | T  | C  | T  |
| Risultato | N  | P  | P  | P  | N  | N  | N  | V  | N  | P  | V  | P  | N  | N  | P  | N  | V  | P  | V  | V  | V  | V  | N  | P  | V  | N  | N  | N  | N  | P  | P  | P  | V  | P  |
| Posizione | 10 | 15 | 16 | 18 | 18 | 18 | 17 | 14 | 14 | 17 | 14 | 16 | 16 | 17 | 18 | 17 | 15 | 15 | 14 | 13 | 12 | 9  | 9  | 9  | 8  | 8  | 8  | 8  | 8  | 8  | 10 | 12 | 10 | 13 |

Legenda:

Luogo: C = Casa; T = Trasferta. Risultato: V = Vittoria; N = Pareggio; P = Sconfitta.

### Statistiche dei giocatori
| Giocatore      | Bundesliga | Bundesliga | Bundesliga  | Bundesliga | Coppa di Germania | Coppa di Germania | Coppa di Germania | Coppa di Germania | Totale   | Totale | Totale      | Totale     |
| Giocatore      | Presenze   | Reti       | Ammonizioni | Espulsioni | Presenze          | Reti              | Ammonizioni       | Espulsioni        | Presenze | Reti   | Ammonizioni | Espulsioni |
| -------------- | ---------- | ---------- | ----------- | ---------- | ----------------- | ----------------- | ----------------- | ----------------- | -------- | ------ | ----------- | ---------- |
| H. Bargfrede   | 2          | 0          | 1           | 0          | 1                 | 0                 | 0                 | 0                 | 3        | 0      | 1           | 0          |
| A. Bistram     | 1          | 0          | 1           | 0          | 0                 | 0                 | 0                 | 0                 | 1        | 0      | 1           | 0          |
| M. Dahms       | 25         | 1          | 4           | 1          | 0                 | 0                 | 0                 | 0                 | 25       | 1      | 4           | 1          |
| J. Duve        | 14         | 0          | 2           | 0          | 0                 | 0                 | 0                 | 0                 | 14       | 0      | 2           | 0          |
| E. Flad        | 13         | 0          | 6           | 0          | 1                 | 0                 | 1                 | 0                 | 14       | 0      | 7           | 0          |
| A. Golke       | 32         | 10         | 1           | 0          | 1                 | 1                 | 0                 | 0                 | 33       | 11     | 1           | 0          |
| J. Gronau      | 32         | 1          | 4           | 0          | 1                 | 0                 | 0                 | 0                 | 33       | 1      | 4           | 0          |
| J. Großkopf    | 22         | 1          | 1           | 0          | 0                 | 0                 | 0                 | 0                 | 22       | 1      | 1           | 0          |
| V. Ippig       | 22         | 0          | 1           | 0          | 1                 | 0                 | 0                 | 0                 | 23       | 0      | 1           | 0          |
| M. Jensen      | 0          | 0          | 0           | 0          | 0                 | 0                 | 0                 | 0                 | 0        | 0      | 0           | 0          |
| I. Knoflíček   | 12         | 2          | 0           | 0          | 0                 | 0                 | 0                 | 0                 | 12       | 2      | 0           | 0          |
| P. Knäbel      | 32         | 2          | 5           | 0          | 0                 | 0                 | 0                 | 0                 | 32       | 2      | 5           | 0          |
| J. Kocian      | 31         | 1          | 7           | 0          | 1                 | 0                 | 0                 | 0                 | 32       | 1      | 7           | 0          |
| L. Manzi       | 13         | 1          | 4           | 0          | 1                 | 0                 | 0                 | 0                 | 14       | 1      | 4           | 0          |
| H. Meyer       | 0          | 0          | 0           | 0          | 0                 | 0                 | 0                 | 0                 | 0        | 0      | 0           | 0          |
| B. Olck        | 19         | 0          | 3           | 0          | 1                 | 0                 | 0                 | 0                 | 20       | 0      | 3           | 0          |
| K. Ottens      | 24         | 4          | 1           | 0          | 1                 | 0                 | 0                 | 0                 | 25       | 4      | 1           | 0          |
| D. Schlindwein | 28         | 0          | 4           | 0          | 1                 | 0                 | 0                 | 0                 | 29       | 0      | 4           | 0          |
| M. Steinhauer  | 0          | 0          | 0           | 0          | 0                 | 0                 | 0                 | 0                 | 0        | 0      | 0           | 0          |
| W. Steubing    | 19         | 1          | 1           | 0          | 0                 | 0                 | 0                 | 0                 | 19       | 1      | 1           | 0          |
| K. Thomforde   | 12         | 0          | 0           | 0          | 0                 | 0                 | 0                 | 0                 | 12       | 0      | 0           | 0          |
| A. Trulsen     | 33         | 1          | 4           | 0          | 1                 | 0                 | 1                 | 0                 | 34       | 1      | 5           | 0          |
| K. Ulbricht    | 5          | 0          | 1           | 0          | 0                 | 0                 | 0                 | 0                 | 5        | 0      | 1           | 0          |
| R. Wenzel      | 12         | 1          | 0           | 0          | 1                 | 0                 | 0                 | 0                 | 13       | 1      | 0           | 0          |
| D. Zander      | 24         | 5          | 5           | 0          | 0                 | 0                 | 0                 | 0                 | 24       | 5      | 5           | 0          |